# Ямал 200
Ямал 200 - серія з двох супутників, створених РКК «Енергія» на замовлення АТ «Газпром космічні системи», були виведені на геостаціонарні орбіти з  точкою стояння 90 і 49 градусів східної довготи однієї ракетою-носієм «Протон» 24 листопада 2003 року.
Супутники «Ямал 200» розширюють систему супутникового зв'язку «Ямал», в складі якої в даний час функціонує супутник «Ямал-100».
Супутник «Ямал-201», оснащений 9-ма транспондерами C-і 6-ю Ku-діапазонів, розміщений, як і «Ямал-100», на орбітальній позиції 90° сх. д. Він призначений в основному для розвитку та резервування мереж клієнтів, що працюють через супутник «Ямал-100». В 2014 році супутник був виведений з експлуатації, всі працюючі на ньому супутникові мережі переведені на Ямал-300К, а згодом на Ямал-401.
Другий супутник «Ямал-202», розміщений на орбітальній позиції 49° сх. д., має напівглобальну зону покриття з 18-ма транспондерами С-діапазону для обслуговування Європи, Азії та Північної Африки.
Супутники «Ямал-200» створені в рамках Федеральної космічної програми Росії.